# Hitler Goes Kaput!
Hitler kaput! (tiếng Nga: Гитлер капут !) là một bộ phim hài hước, có phần giả tưởng khai thác đề tài Thế chiến II của đạo diễn Maryus Vaysberg, ra mắt lần đầu năm 2008.

## Diễn viên
- Pavel Derevyanko... Shtandartenfyurer Shurenberg/Aleksandr Isayevich Osechkin
- Anna Semenovich... Phát thanh viên Zina
- Mikhail Krylov... Adolf Hitler

## Ê-kíp
- Thiết kế sản xuất: Aleksey Levchenko
- Phục trang: Lidya Nesterova

## Vinh danh
- Giải thưởng Chiếc giày Bạc (2009)